# Jorge Rubio Mañé
José Ignacio Rubio Mañé (Mérida, Yucatán, 23 de abril de 1904 - Ciudad de México, 16 de abril de 1988), fue un historiador. Dedicó su fructífera existencia a investigar y escribir sobre diversos temas de la historia de Yucatán. Junto con Juan Francisco Molina Solís y Silvio Zavala se le considera uno de los más serios y destacados historiadores de la Península.
Fue miembro de la Academia Mexicana de la Historia durante más de cinco décadas. Al decir de Carlos Bosch García, quien le sucedió en el sillón número 19 del aula de la Academia, y en el que a su vez Rubio Mañé había sucedido a su maestro, Juan Francisco Molina Solís:

"el maestro Rubio Mañé fue un trabajador constante y tenaz de la historia, callado y reservado, ensimismado en los documentos a los que dedicó casi la totalidad de su vida, sin reserva ni pérdida de tiempo".

## Datos biográficos
Habiendo estudiado en su ciudad natal en el Colegio Católico de San Ildefonso y en la "Escuela Modelo", viajó a Nueva Orleáns, en los Estados Unidos, para culminar sus estudios como Tenedor de Libros, cosa que hizo en 1923. Pero no fue esa carrera comercial la que determinó el derrotero profesional de Rubio Mañé. Su vocación por la historia se había manifestado desde temprana edad y fue la influencia decisiva de Juan Francisco Molina Solís, historiador destacado de Yucatán, amigo y condiscípulo de su padre, la que marcó el rumbo que habría de tomar su vida como archivólogo e historiador.
En efecto, la amistad con Molina Solís, llevó a Rubio Mañé a profundizar en el estudio de la historia y a dedicarse de por vida a esa disciplina. También, de esta amistad surgió el primer ensayo biográfico histórico de Rubio Mañé que plasmó en su libro, editado en 1933, con el título de La Personalidad de Juan Francisco Molina Solís como historiador.
En 1930 participó en un concurso convocado por la Liga de Acción Social con motivo del 388 aniversario de la fundación de la Ciudad de Mérida, con el tema de la vida de los Montejo, padre, hijo y sobrino, conquistadores de Yucatán y fundadores de su capital. Aunque la obra de Rubio Mañé no fue la ganadora del certamen, sí fue premiada y publicada bajo el título de Monografía de los Montejo, el año de 1931.
También en 1930 se dio a la tarea de concluir la edición de la obra genealógica A través de las centurias debido a que el autor, José María Valdés, la había dejado inconclusa al fallecer en ese mismo año.
En 1934 publicó la obra Historia de la Escuela de Medicina y Cirugía de Yucatán. En esa época fue nombrado miembro de número de la Academia Mexicana de Historia, ocupando la vacante que dejó Juan Francisco Molina Solís. El trabajo que presentó para ser admitido en la Academia se llamó Los primeros vecinos de Mérida la de Yucatán.
Establecida su reputación como historiador, fue contratado por el Instituto Carnegie para trabajar multidisciplinariamente como investigador. Ahí conoció y colaboró con reconocidos historiadores y mayistas como Robert S. Chamberlain, Sylvanus G. Morley y Ralph L. Roys. Fue precisamente bajo los auspicios de este último erudito, que Rubio Mañé condujo los trabajos para ordenar y clasificar la documentación que sobre Yucatán existía en el Archivo General de la Nación, y cuyo origen fue, esencialmente, la confiscación que históricamente se hizo al clero mexicano, desde mediados del siglo XIX hasta los años del obregonismo.
Desde 1933 realizó investigaciones documentales en el Archivo General de la Nación, del cual también fue un poco más tarde investigador. En 1937 obtuvo una beca de la Universidad de Harvard. Fue profesor de historia en la Facultad de Filosofía y Letras de la Universidad Nacional Autónoma de México, de la cual fue decano.
Fue presidente de la Comisión de Historia del Instituto Panamericano de Geografía e Historia y comisionado de este organismo ante la Organización de las Naciones Unidas para la Educación la Ciencia y la Cultura de las Naciones Unidas para investigar los orígenes de la Independencia de América en los archivos de París, Londres, Madrid, Sevilla, Génova, Turín, Roma,  Nápoles y Palermo durante los años de 1956 a 1958.
En el año de 1941, publicó el libro Alcaldes de Mérida de Yucatán de 1542 a 1941 en el que se refirió, en orden cronológico, a los alcaldes de la ciudad capital de Yucatán en los primeros 400 años de su existencia. Para este propósito hubo de recopilar datos del Archivo General de Indias y del propio Archivo General de la Nación en México, así como del archivo personal de Justo Sierra O'Reilly que aportó la información relativa a la segunda mitad del siglo XVII y a todo el siglo XVIII.
Preparó e hizo editar en 1942, año del cuarto centenario de la fundación de Mérida, un volumen monográfico sobre la Casa de los Montejo, intitulado La Casa de los Montejo en Mérida de Yucatán. En ese mismo año, basándose en datos que obtuvo del Archivo General de la Nación, publicó una obra en tres volúmenes llamada Archivo de la Historia de Yucatán, Campeche y Tabasco.
Fue miembro y secretario de la Academia Mexicana de la Historia, correspondiente a la Real Academia de la Historia de Madrid. Fue autor de numerosos ensayos y libros como Los Piratas Lafitte, en 1938; La Casa de Montejo, en 1941; Los Alcaldes de Mérida, en 1941; Introducción al estudio de los virreyes de la Nueva España, 1535-1746; que se editó en 1955-1960.
Por encargo de la Universidad Nacional Autónoma de México escribió, un poco más adelante, La Historia de los Virreyes de la Nueva España. En ese tiempo, a mediados de los años cuarenta, se incorporó al plantel académico de la propia Universidad, institución para la que trabajó desde entonces como docente e investigador.
Diez años más tarde, a mediados de los cincuenta, viajó a España con una beca que le permitió vivir en Madrid durante dos años, realizando tareas de investigación en los principales archivos de la península ibérica. Obtuvo ahí y entonces el título de Consejero de Honor de Investigaciones Científicas, que le otorgó la Dirección General de Relaciones Culturales española.
En 1957 colaboró en la quinta edición de la Historia de Yucatán de Diego López de Cogolludo, un clásico historiográfico de la región, publicado en España en 1688. Para esta obra, Rubio Mañé escribió notas y datos, tanto del tema, como del fraile franciscano.
Fue director del Archivo General de la Nación de México (1960-1977). Asimismo, miembro del Consejo Consultivo del gobierno mexicano ante la UNESCO. Fue designado también, en 1963, Presidente del Consejo Interamericano de Archivos.
El año de 1970 se hizo cargo de la revisión y reedición de la obra magna de Robert S. Chamberlain, Conquista y Colonización de Yucatán, 1517 - 1550, para la que escribió un prólogo de 170 páginas.
Como reconocimiento a su tarea en favor de la cultura, en 1967 recibió la Medalla Yucatán, junto con el poeta Ricardo López Méndez, el pintor muralista Fernando Castro Pacheco y el actor Arturo de Córdova.
Existe un fondo que lleva su nombre y que contiene buena parte de su obra en el Patronato Pro Historia Peninsular de Yucatán

## Obra
Rubio Mañé escribió, entre otros libros:
- La personalidad de Juan Francisco Molina Solís como historiador (1933)
- El Separatismo de Yucatán (1934)
- Los Piratas Laffite (1938)
- La Iglesia en Yucatán (1938)
- Discurso sobre la constitución de las provincias de Yucatán y Campeche, 1766 (1938)
- El Archivo General de la Nación (1940)
- Apuntes biográficos del Virrey don Luis de Velasco "El viejo" (1941)
- Fulgores al Sureste (1941)
- Alcaldes de Mérida de Yucatán, 1542-1941 (1941)
- La Casa de Montejo, México, Imprenta Universitaria, (1941)
- El excelentísimo don Martín Tritschler y Córdova, primer arzobispo de Mérida, de Yucatán. (1941)
- Archivo de la Historia de Yucatán, Campeche y Tabasco (1942)
- Catálogo de Construcciones Religiosas del Estado de Yucatán (1945)
- Don Luis de Velasco, el Virrey Popular (1946)
- Movimiento Marítimo entre Veracruz y Campeche, 1801-1810 (1954)
- Índices del Archivo General de la Nación: Ramo de la Inquisición (1961)
- Gente de España en la Ciudad de México, año de 1689 (1966)
- Los Sanjuanistas de Yucatán: Manuel Jiménez Solís, el padre Justis (1971)
- Noticias Históricas de Yucatán (1975)
- La introducción al estudio de los virreyes (El Virreinato) (1982)
- Los Piratas Lifitte (1984)
- El tratado Adams-Onis de 1819 (1987)
- Diplomacia y fronteras entre Estados Unidos y España (1987)
- Andrés Quintana Roo, ilustre insurgente yucateco (1787-1851) (1987)
- Pedro Contreras Elizalde, biografía (el primer discípulo mexicano de Augusto Comte) (1987)